# Heumen
Heumen este o comună și o localitate în provincia Gelderland, Țările de Jos.

## Localități componente
Heumen, Malden, Molenhoek, Nederasselt, Overasselt.